# Что такое национальные парки и для чего они учреждаются, 1919 (книжка)

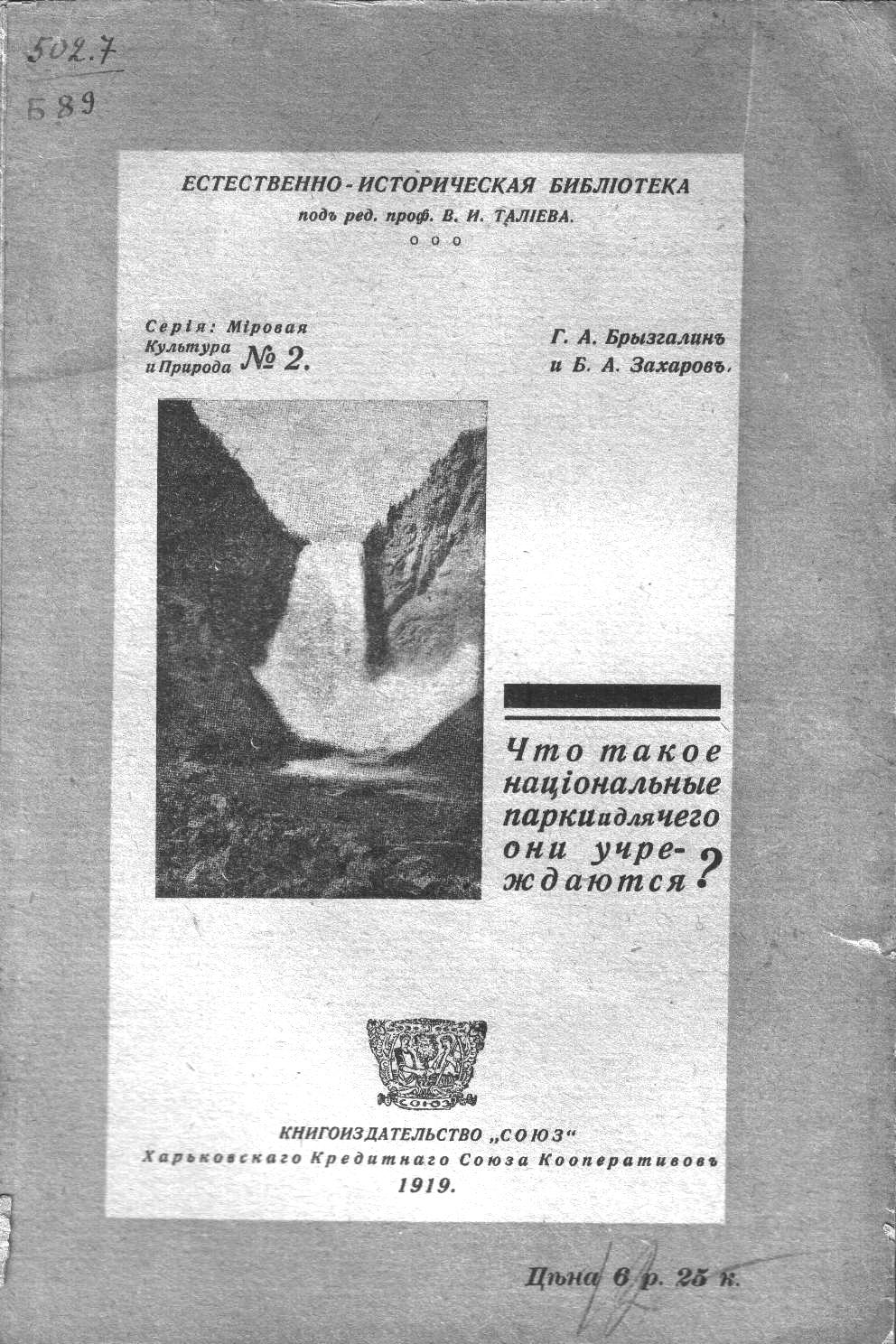
Что такое национальные парки и для чего они учреждаются, 1919

## Бібліографічне посилання
Брызгалин Г. А., Захаров С.С. Что такое национальные парки и для чего они учреждаются? — Харьков, 1919. — 95 с.

## Про книжку
Книжка Г. Бризгаліна та Б. Захарова вийшла 1919 року у Харкові під редакцією М. Шарлеманя. 
У ній автори описують історію створення перших національних парків та подають огляд існуючих нацпарків США, Канади, Південної Америки, Австралії, Нової Зеландії, Африки та Західної Європи. Автори наголошували на раціональному західному підході до створення нацпарків як науково-природоохоронних установ, що зберігають еталони зникаючих екосистем. Прикладом таких Бризгалін та Захаров називали українські цілинні степи: «Съ распашкой ихъ навсегда останутся безъ отвѢта многіе научные вопросы». 
Автори вже 1919 року висловили пропозицію підходу, нині названого еколого-географічним, зазначаючи: «съ точки зрѢнія интересов науки, гибель участковъ природы, на основаніи которыхъ можно было-бъ возстановить ея прошлое, должна быть задерживаема вездѢ, где это не наталкивается на неприодолимыя препятствія со стороны требованій практической жизни… Необходимо имѢть въ виду, что природа каждой мѢстности представляетъ свои особенности, поэтому желательнымъ является созданіе цѢлой сѢти національныхъ парков и заповѢдниковъ». 
Вони наголосили, що збереження ділянок незайманої природи має пряме відношення до народного господарства. Так, для раціонального лісівництва необхідно мати можливість вивчення ділянок первісних лісів, а для орного землеробства – мати ділянки дикої цілини.
Посилаючись на американський досвід, Г. Бризгалін та Б. Захаров припускають, що мережа нацпарків має стати ілюстрацією для вивчення природничої історії та для виховання патріотичних почуттів. Національні парки мають оберігати пам'ятники національної історії, «роблячи останню більш живою, яскравою, відчутною».
В книжці детально описано, яким чином працюють національні парки у США, від процесу створення до нюансів охорони та екскурсійної діяльності, а також надається увага першим потугам створення заповідних територій в Росії та в Україні (аналогічно, автори називають перші заповідники Росії «спробами створення національних парків»). Серед іншого, запропоновано з числа приватних та монастирських земель створити мережу менших за площею, ніж нацпарки, заповідників. Для державних конезаводів і та дослідних сільськогосподарських станцій автори рекомендують створювати «заповідні степові ділянки», як аналог тодішніх мисливських заказників. 
Серед національних парків, перспективних для створення в Україні, автори назвали нинішні НПП «Святі гори», «Гомільшанські ліси», крейдяні степи Старобільського повіту, околиці Охтирського монастиря, та степова цілина Капніста в Лебединському повіті.
В завершення своєї праці,  автори констатують, що заповідання в Росії – надзвичайно важка справа, яка наштовхується на низку значних перепон. Першою з таких вони називають низький рівень культури народних мас і інтелігенції, другою – відсутність фінансування на культурні цілі, і третьою – невивченість самої природи, яка потребує охорони.

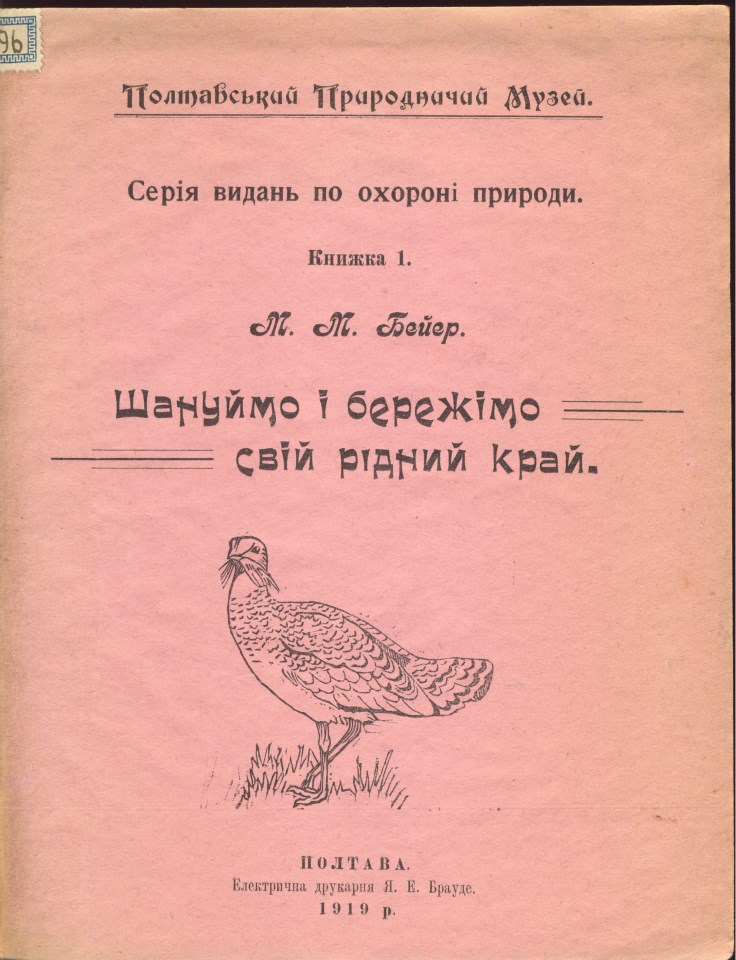
Бейєр М. Шануймо і бережімо свій рідний край. Природоохоронна серія, вид.1. Полтава, 1919.

 Книжка є другою з природоохороної  серії. Першою того ж року була видана книга М.Бєйєра «Шануймо і бережімо свій рідний край» про масштаби знищення тварин у світі, в Україні та на Полтавщині зокрема. Музей замовляв ще три книги „Охорона пам'яток природи на Полтавщинї,“ „Загальні відомости про охорону пам'яток природи“ і „Що таке національні парки“.. Готувалась але не встигла вийти друком книжкаи Г.Бризгаліна "Що зроблено на Україні та за кордоном у справі охорони природи".

## Найважливіші цитати
```
«съ точки зрѢнія интересов науки, гибель участковъ природы, на основаніи которыхъ можно было-бъ возстановить ея прошлое, должна быть задерживаема вездѢ, где это не наталкивается на неприодолимыя препятствія со стороны требованій практической жизни… Необходимо имѢть въ виду, что природа каждой мѢстности представляетъ свои особенности, поэтому желательнымъ является созданіе цѢлой сѢти національныхъ парков и заповѢдниковъ».
```

## Рецензії
Відома рецензія на книгу, написана видатним зоологом та природоохоронцем М.В.Шарлеманем у виданні "Книгар":
```
"
Так широко розповсюджені на Заході ідеї охорони природи в останні роки в зв'язку з руйнуванням природи під-час війни й революції почали значно поширюватись і у нас. Досить багато з цього питання надруковано у Києві, ціла низка видань вийшла в Харкові, а зараз і Полтава взялася за популяризування природоохорони. Початок цій роботі кладе брошура М. М. Бейєра „Шануймо і бережімо свій рідний край“. Ту ж ціль і приблизно той самий зміст має і друга випущена Полтавським природничим музеєм книжка Г. А. Бризгаліна „Охорона пам'яток природи“. Тільки відомості в цій останній більш докладні, більш знайомлять читача з тим, що таке саме охорона природи, що розуміють під терміном «пам'ятки природи». Крім того, наприкінці праці Бризгадіна ми знаходимо конкретні вказівки про ті заходи, яких треба вжити за-для охорони пам'яток нашої природи. На жаль, всі ці поради мабуть ще довго будуть цілком теоретичні, і хто знає, коли вони ввійдуть в життя
"
[
3
]
.
```

## Заборона книги
У 40-х роках Головлітом заборонено видавати в бібліотеках чимало книжок природоохороної тематики. Серед перших у цих чорних списках була і ця книга.